# Палеоазійські народи
Палеоазійські народи (палеоазіати) — група народів, що розмовляють палеоазійськими мовами.
Корінне населення Північної і Північно-Східної Азії і крайньої півночі Північної Америки (крайні північно-східні райони Росії й частково північ Японії, ескімоси — також Аляска, США, північ Канади і Ґренландія).
До палеозійських народів належать:
- чукчі
- кереки
- коряки
- ітельмени
- юкагири
- чуванці
- нівхи
- кети
- юги
- ескімоси
- алеути
- айни

Палеоазіати розмовляють палеоазійськими мовами, які об'єднуються в 4 не споріднених між собою сім'ї мов:
- чукотсько-камчатська — мови чукотська, керецька, коряцька, алюторська (вважається зниклою), ітельменська тощо.
- ескімосо-алеутська — мови ескімоська та алеутська.
- юкагирська (або юкагиро-чуванська) — мови юкагирська та чуванська.
- єнісейська — мови кетська та югська.

Нівхська мова та мова айнів вважаються мовними ізолятами.
Серед палеоазійських народів (іноді в межах одного етносу, як у чукчів) переважають два типи ведення господарства:
- на узбережжях і островах (айни) — морські рибальство і мисливство;
- у внутрішніх материкових районах — мисливство і оленярство.

Детальніше про етнічну історію, культуру і побут палеоазійських народів дивіться окремі статі, присвячені кожному народу.